# آق سنقر البرسقي
قاسم الدولة سيف الدين أبو سعيد المعروف بـآق سُنقُر البرسقي كان أتابك الموصل من 1113–1114 ومرة أخرى من 1124 إلى 1126.

## سيرته
كان مملوكًا من الأسرة البرسقية التي أسسها برسق.
تم تعيين البرسقي، وهو ضابط تركي في الجيش السلجوقي، ممثلاً عن مودود بن التونتكين أتابك الموصل في بلاط السلطان السلجوقي محمد بن ملكشاه. اغتال قاتل مجهول المودود في مسجد بدمشق في 2 أكتوبر 1113، وبعد ذلك بوقت قصير عين السلطان البرسقي خلفًا لمودود في الموصل. كما أمر السلطان أمراءه بمواصلة الجهاد ضد الدول الصليبية. شن البرسقي غارة مدمرة على كونتية الرها في أبريل ومايو 1115. نظرًا لأن الحاكم الأرتقي لماردين، إيلغازي بن أرتق، رفض المشاركة في الحملة، غزا البرسقي أراضيه، لكن إيلغازي هزم قواته. وبسبب فشل حملته، بقي البرسقي في الرحبة، وعين السلطان جويش بك أتابك الموصل، أثناء ثورة دبيس بن صدقة.
أعيد تعيين البرسقي في منصب أتابك الموصل عام 1124 بسبب عصيان جويش بك. وفي ذلك العام، بلدوين الثاني من القدس ، جوسلين الأول من الرها و دبيس بن صدقة، حصار حلب في أكتوبر 1124. عندها أرسل قاضي حلب أبو الحسن بن الخشاب من البرسقي طالبًا مساعدته. في عام 1125، أجبر البرسقي قوات العدو المتحالفة على التخلي عن الحصار في يناير 1125 وبذلك استعاد حلب للسلطان السلجوقي محمود الثاني. كما دعم ظاهر الدين طغتكين في معركة أعزاز عام 1125، لكن الصليبيون انتصروا في تلك المعركة. باستخدام الغنائم التي نالها انتصاره في أعزاز، تمكن بلدوين الثاني من فدية ابنته يوفيتا و جوسلين الثاني من الرها.
في 26 نوفمبر 1126، اغتيل البرسقي على يد فريق من 10 نزاريين هاجموه بالسكاكين أثناء تواجده في الجامع الكبير بالموصل. مصير القاتل مجهول لكنه جرح ثلاثة. من المفترض أن يكون محمود الثاني هو الذي أمر بالهجوم.
حل محله ابنه مسعود بن البرسقي في الموصل، لكن عهده لم يدم طويلًا بسبب صعود سلالة الزنكيين.